# Jan Stender

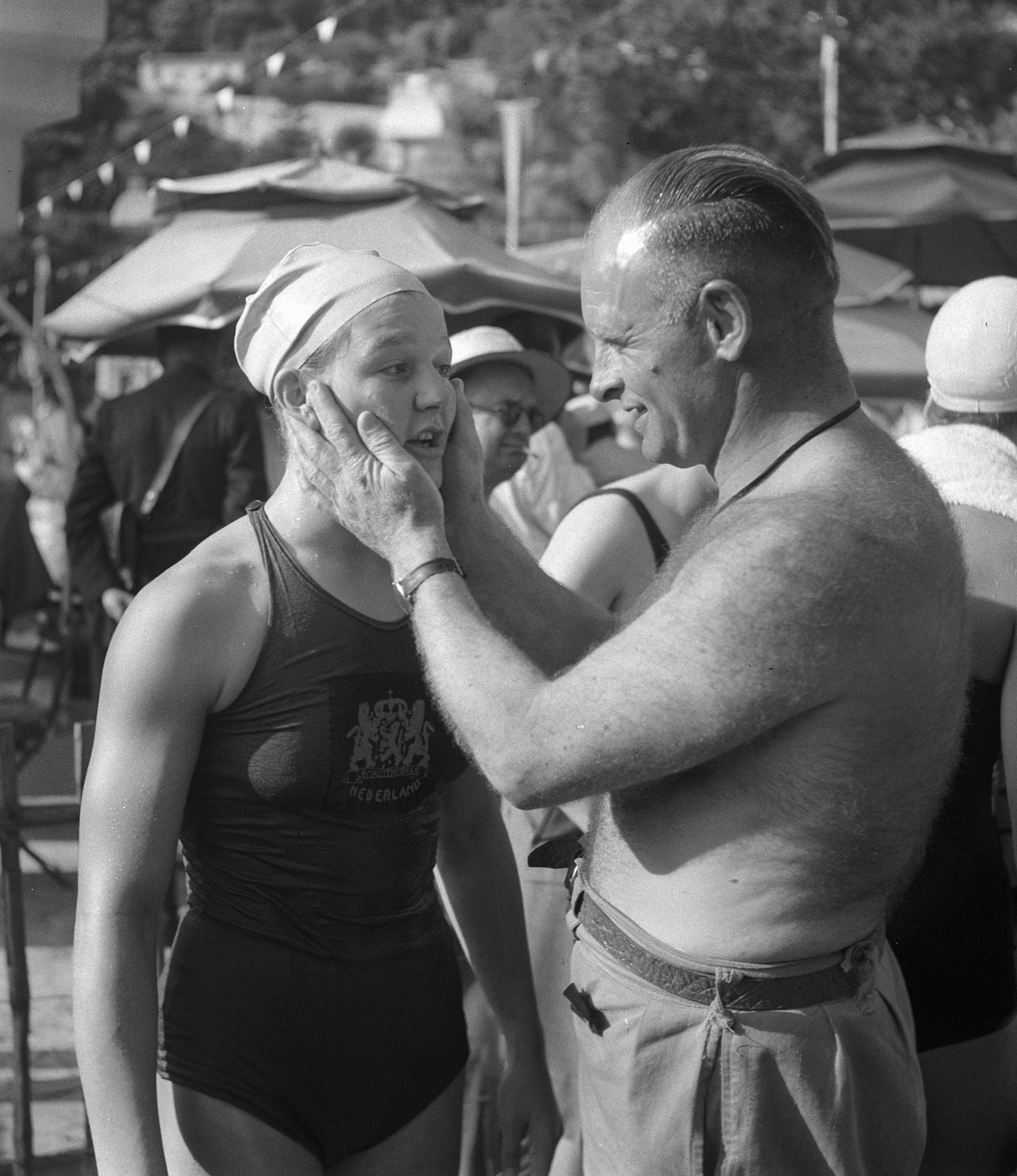
Jan Stender met Nel van Vliet in 1947

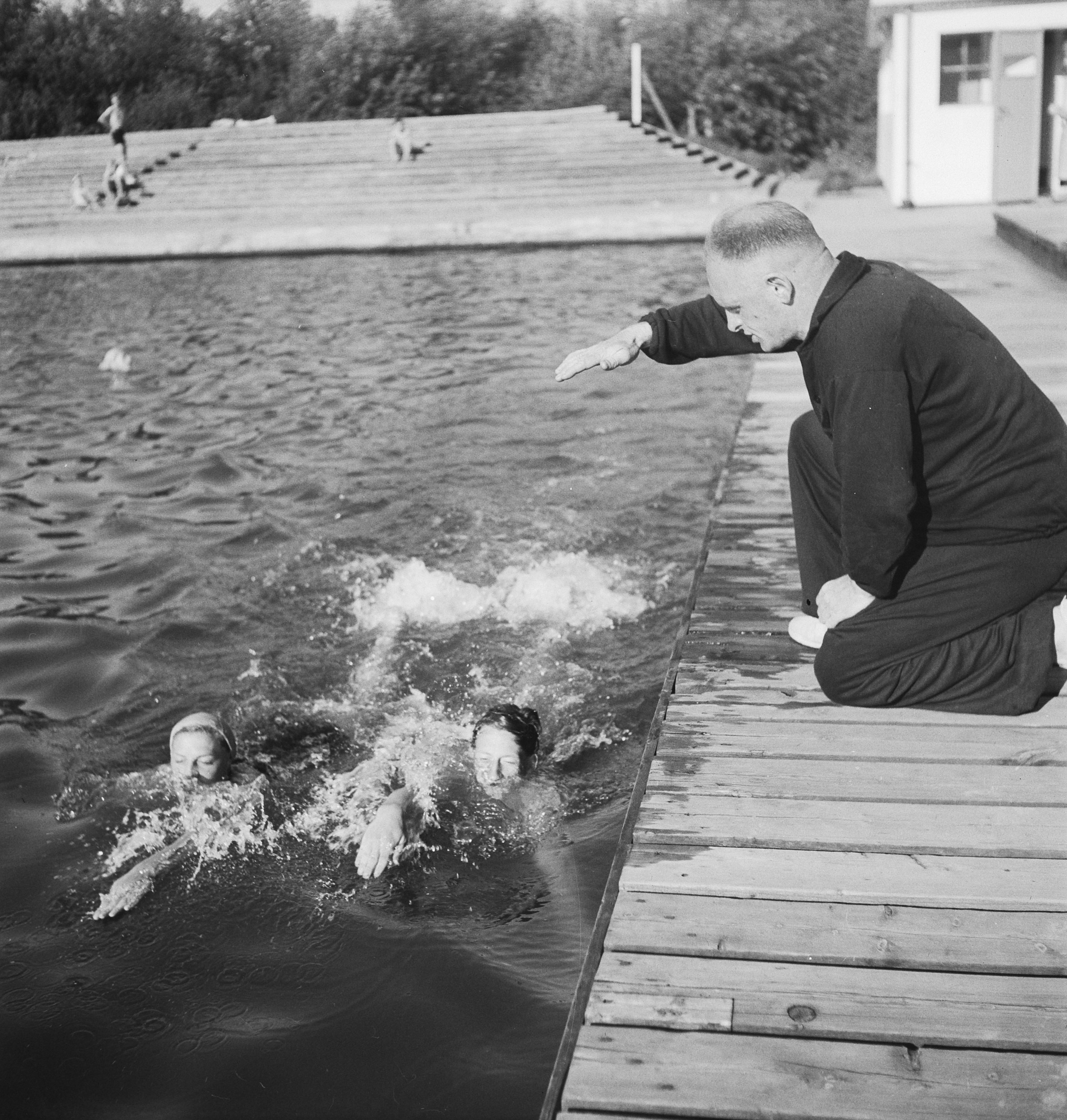
Jan Stender aan het coachen in 1948

Jan Stender (Zaandam, 7 mei 1906 – Hilversum, 20 oktober 1989) was een Nederlands zwemcoach. In de jaren 40 en 50 leidde hij ten minste acht wereldrecordhouders op, die bij elkaar meer dan 50 wereldrecords vestigden. Stender was in de jaren 30 zelf ook een verdienstelijk zwemmer en waterpoloër. Hij werd in 1973 opgenomen in de International Swimming Hall of Fame.

## Biografie
In zijn jeugd was Stender een fervent sporter: hij deed aan zwemmen, voetbal, wielrennen, hardlopen, boksen, schaatsen en waterpolo. Hij was in 1931 lid van het waterpoloteam van de Amsterdamse club De Dolfijn dat toen Nederlands kampioen werd, en werd zodoende geselecteerd voor het nationale team. Stender werd in 1937 coach van de Hilversumse Zwem Club. Al gauw werd hij bekend om zijn zware trainingsregime waarbij een aanzienlijk deel van de tijd buiten het bad werd besteed.
Zijn eerste succes was de zilveren medaille van Tonny Bijland op de 200 meter schoolslag bij de nationale kampioenschappen van 1939 - de eerste medaille in de geschiedenis van de HZC. Na de Tweede Wereldoorlog leidde hij zijn eerste internationale zwemster op, Nel van Vliet. Zij werd in 1947 Europees kampioen en in 1948 olympisch kampioen, en zette in 1946 en 1947 dertien wereldrecords op haar naam. In plaats van zoeken naar talenten, probeerde Stender van elke atleet een talent te maken. Over hem werd gezegd dat hij 'zelfs een stuk ijzer kon leren zwemmen'. Halverwege de jaren 50 had hij maar liefst acht wereldrecordhoudsters voortgebracht die allen uit de omgeving van Hilversum kwamen. Onder zijn pupillen hoorden naast Van Vliet ook Mary Kok, Geertje Wielema, Hannie Termeulen, Lenie de Nijs, Judith de Nijs, Atie Voorbij, Greetje Kraan, Ineke Tigelaar, Rita Tigelaar, Rita Kroon en Herman Willemse. Er volgde in 1956 echter een enorme teleurstelling, aangezien niemand kon deelnemen aan de Olympische Zomerspelen in Melbourne, vanwege een boycot door het NOC na de Russische inval in Hongarije.
Stender werd in 1973 opgenomen in de International Swimming Hall of Fame. Hij vierde de prijs door twintig keer om het Hall of Fame-complex te rennen (bij elkaar circa zeven miles). In die tijd zwom hij nog steeds, trainde elke dag een uur in de sportschool en rende dagelijks dertien kilometer. Stender werd in 1989, met de sportkrant opengeslagen, dood aangetroffen in zijn bed.